# Piaristengasse
Die Piaristengasse befindet sich in Wien im 8. Gemeindebezirk (Josefstadt) und führt von der Lerchenfelder Straße zur Florianigasse.

## Geschichte

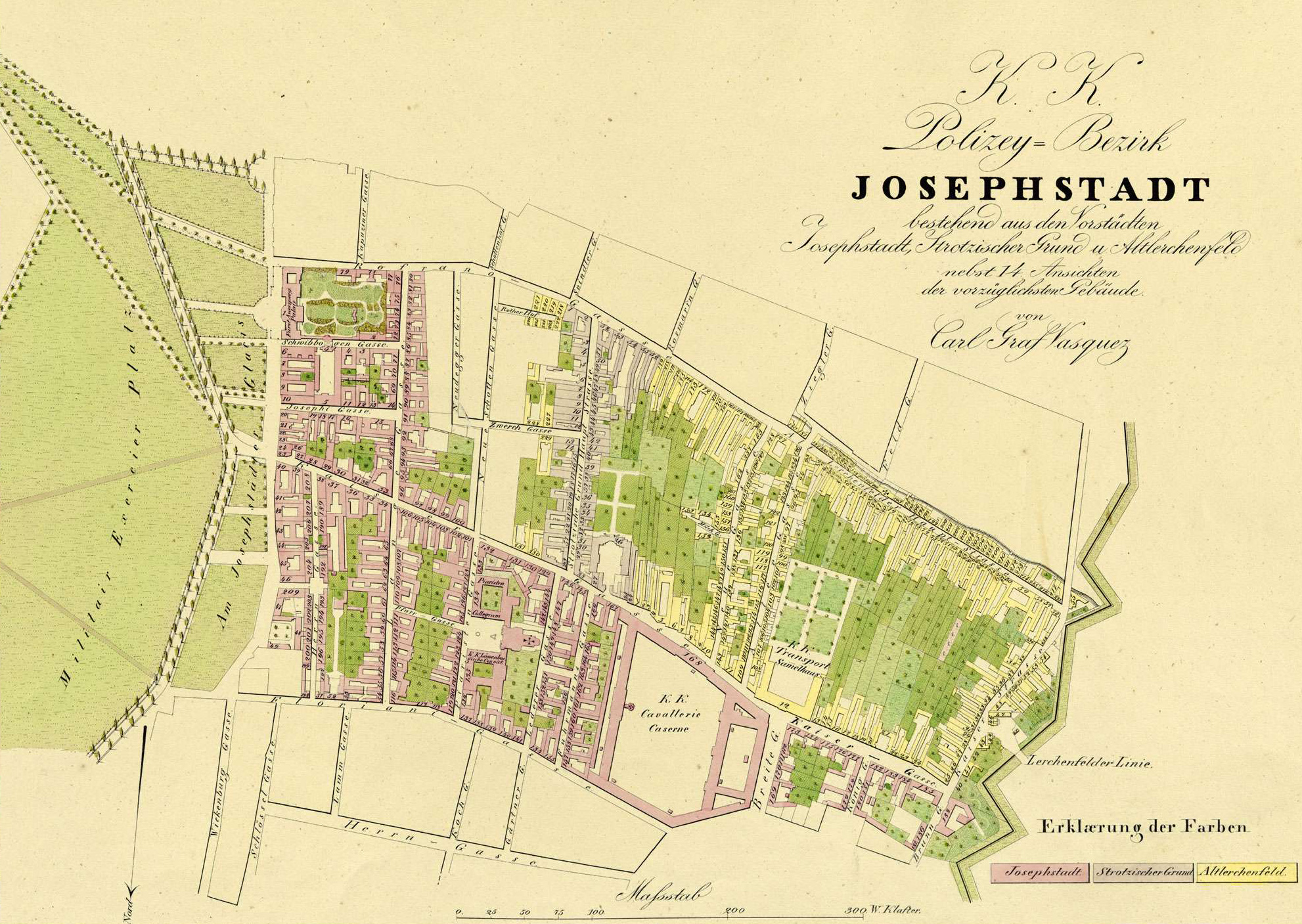
Plan des K. k. Polizey-Bezirks Josephstadt von Carl Graf Vasquez von 1830. Die Piaristengasse verläuft in der linken Hälfte von Süden nach Norden; der Südteil heißt noch Neue Schotten-Gasse.

Die Piaristengasse ist eine nach 1716 angelegte Verbindung zwischen Lerchenfelder Straße und Florianigasse. Der Abschnitt zwischen Lerchenfelder Straße (damals: Rofranogasse) und Josefstädter Straße (ehemals Kaiser-Gasse) hieß bis 1862 Neuschottengasse bzw. Neue Schottengasse. Architektonisch überwiegen späthistoristische Miethäuser und Neubauten, zwischen denen vereinzelt josephinisch-biedermeierliche Vorstadthäuser stehen. Am Jodok-Fink-Platz zwischen Piaristengasse 43 und 45 befindet sich die Piaristenkirche Maria Treu.
Der größte Teil der Piaristengasse (ausgenommen Orientierungsnummern 5 bis 11 auf der linken Straßenseite sowie von der Zeltgasse beidseits bis Nummern 35 bzw. 38) verläuft durch die Schutzzone (nach § 7 der Wiener Bauordnung) Josefstadt. Außerdem gehören bis zur Josefstädter Straße die rechte Straßenseite und ab dort bis zur Florianigasse beide Seiten zur Pufferzone des Weltkulturerbegebietes „Wien – Historisches Stadtzentrum“.

## Verkehr
Die Piaristengasse ist als Hauptstraße A klassifiziert. Sie wird als Einbahnstraße von der Lerchenfelder Straße zur Florianigasse geführt und es besteht eine Geschwindigkeitsbeschränkung auf 30 km/h. 
Sie wird von der städtischen Autobuslinie 13A in Fahrtrichtung Alser Straße/Skodagasse (Endstation) befahren. Am Beginn ist Umsteigen in die durch die Lerchenfelder Straße verkehrende Straßenbahnlinie 46 möglich, bei der Josefstädter Straße (Haltestelle Theater in der Josefstadt) in die Straßenbahnlinie 2.

## Bemerkenswerte Adressen
(Denkmalgeschützte Objekte sind durch Fettdruck hervorgehoben.)
- Piaristengasse 24: Das vorstädtische Bürgerhaus entstand 1778 und wurde 1853 ausgebaut. Die Fassade ist im Plattenstil gestaltet. Hinter dem Straßentrakt befindet sich ein Pawlatschenhof.

- Piaristengasse 28 (identisch mit Zeltgasse 1 sowie Neudeggergasse 23): In dem 1900 von Fritz Langs Vater dem Stadtbaumeister Anton Lang errichteten Eckhaus wohnte die Familie Lang seit 1900, weshalb 1979 am Haus eine gut gemeinte, aber inhaltlich fehlerhafte Gedenktafel montiert wurde.[1] Das Gebäude gehörte zwischen 1900 und 1916 dem Bauunternehmen „A. Lang & Cie.“, dessen alleinige Eigentümerin Fritz Langs Mutter Paula Lang war.
- Piaristengasse 38: Das späthistoristische Gebäude wurde 1896 von Anton Lang errichtet und 1903 vom Architekten und Maler Robert Raschka für Anton Lang als Aquarell gemalt.[2]
- Piaristengasse 41: Das 1893 von Anton Lang errichtete Gebäude diente zwischen 1893 und 1900 der Familie Lang als Wohn- und Firmensitz. Am Gebäude erinnert eine Tafel an den hier verstorbenen Internisten Emil Stofella d' Alta Rupe.
- Piaristengasse 43 (Identanschrift: Jodok-Fink-Platz 1): Piaristenkloster
- Zwischen Piaristengasse 43 und 45: Jodok-Fink-Platz mit der Piaristenkirche Maria Treu, flankiert von Piaristenkloster und -gymnasium, und der Mariensäule inmitten des Platzes
- Piaristengasse 45 (Identanschrift: Jodok-Fink-Platz 2): Piaristengymnasium

## Bildergalerie

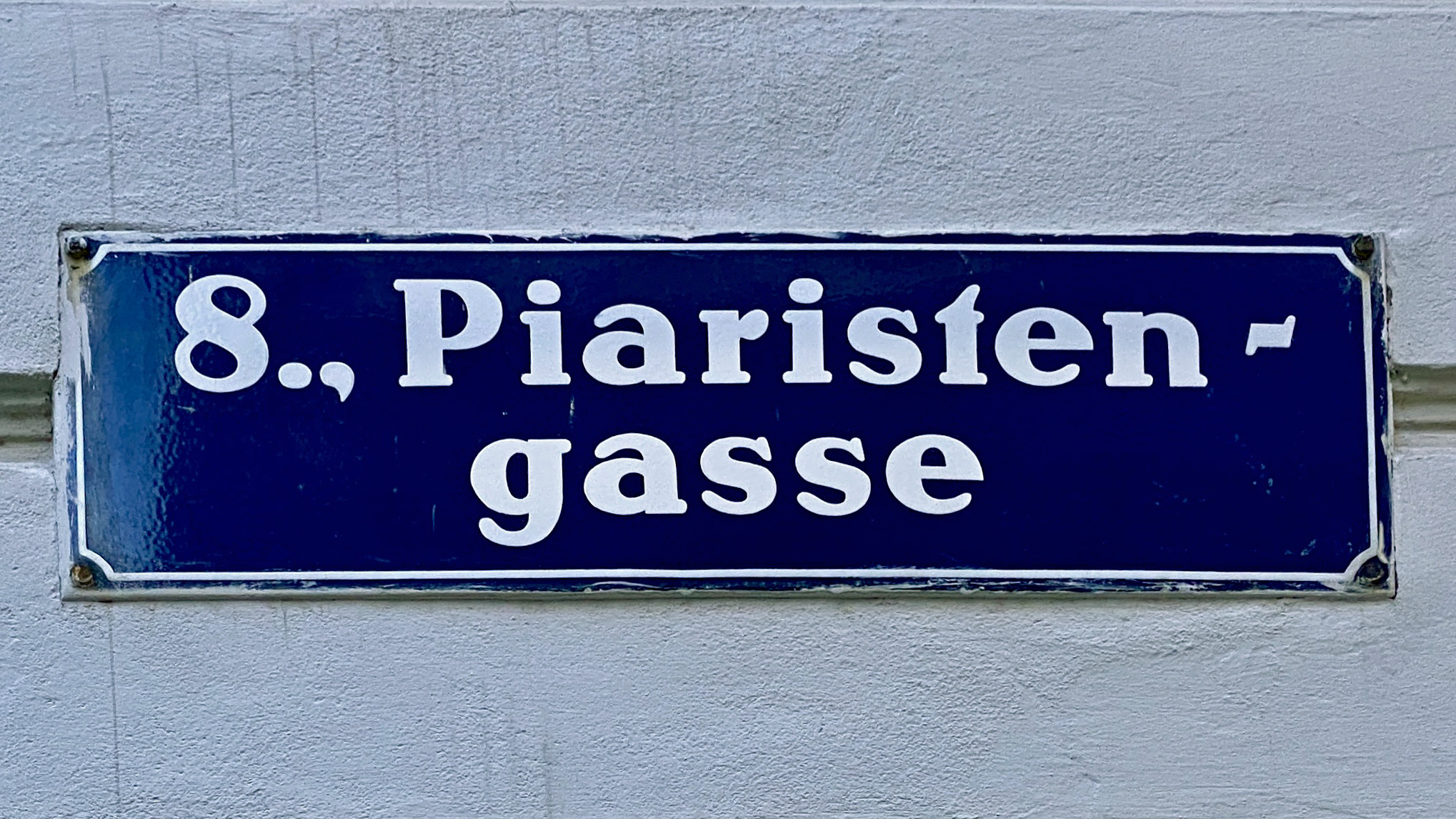
Straßenschild Piaristengasse
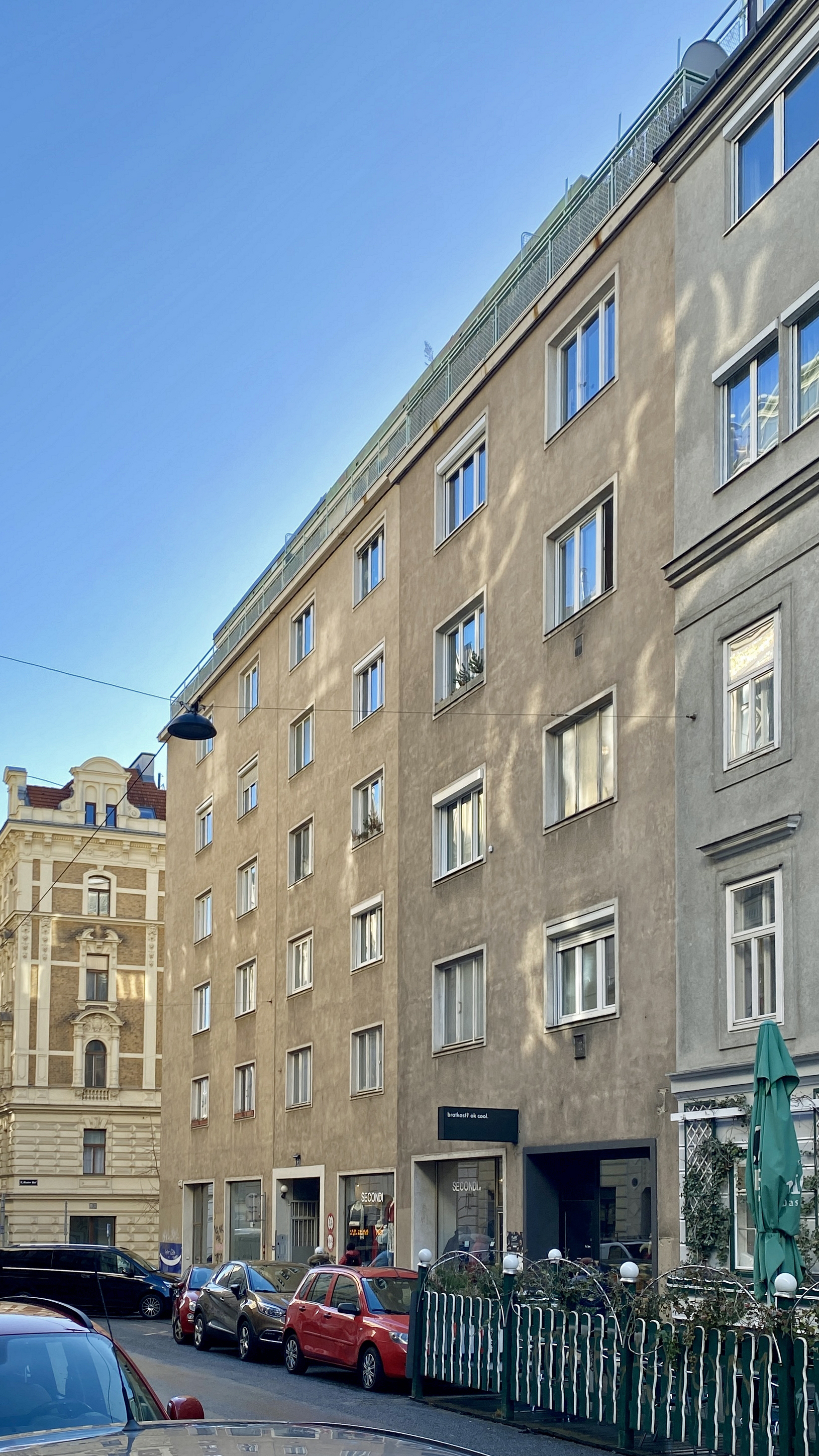
Wohnhaus Piaristengasse 5–7
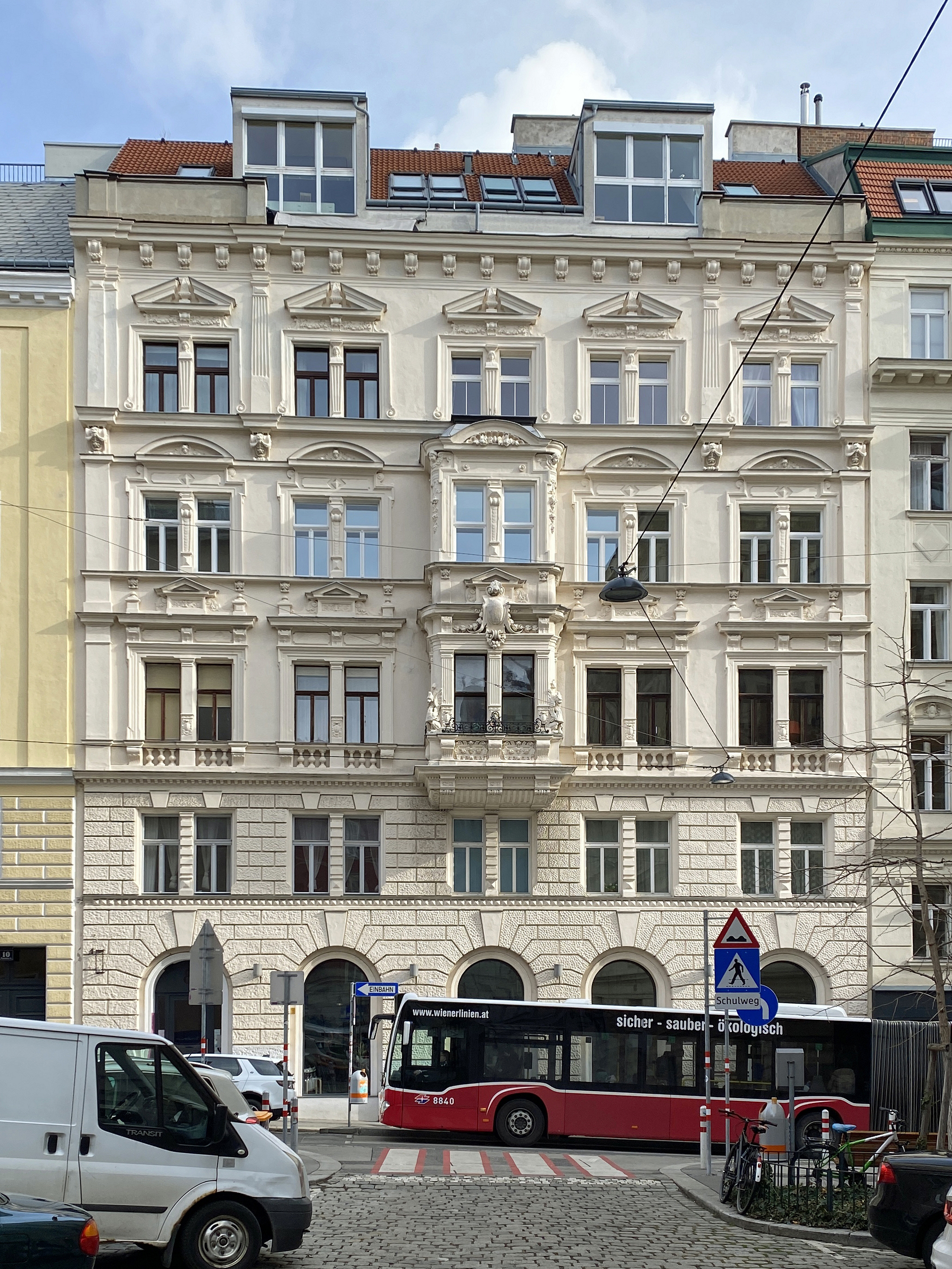
Piaristengasse 6–8
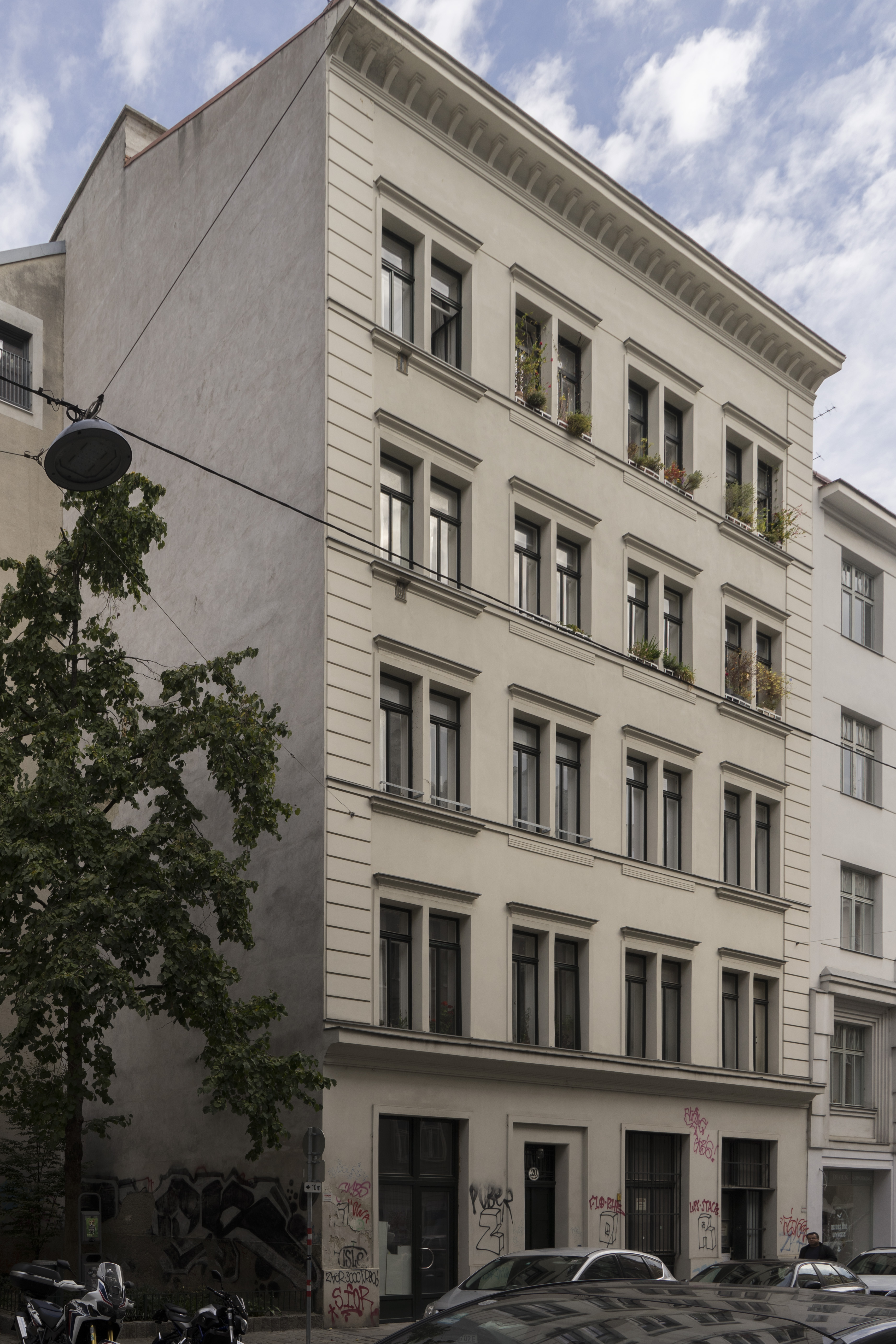
Max Fabianis Haus Piaristengasse 20
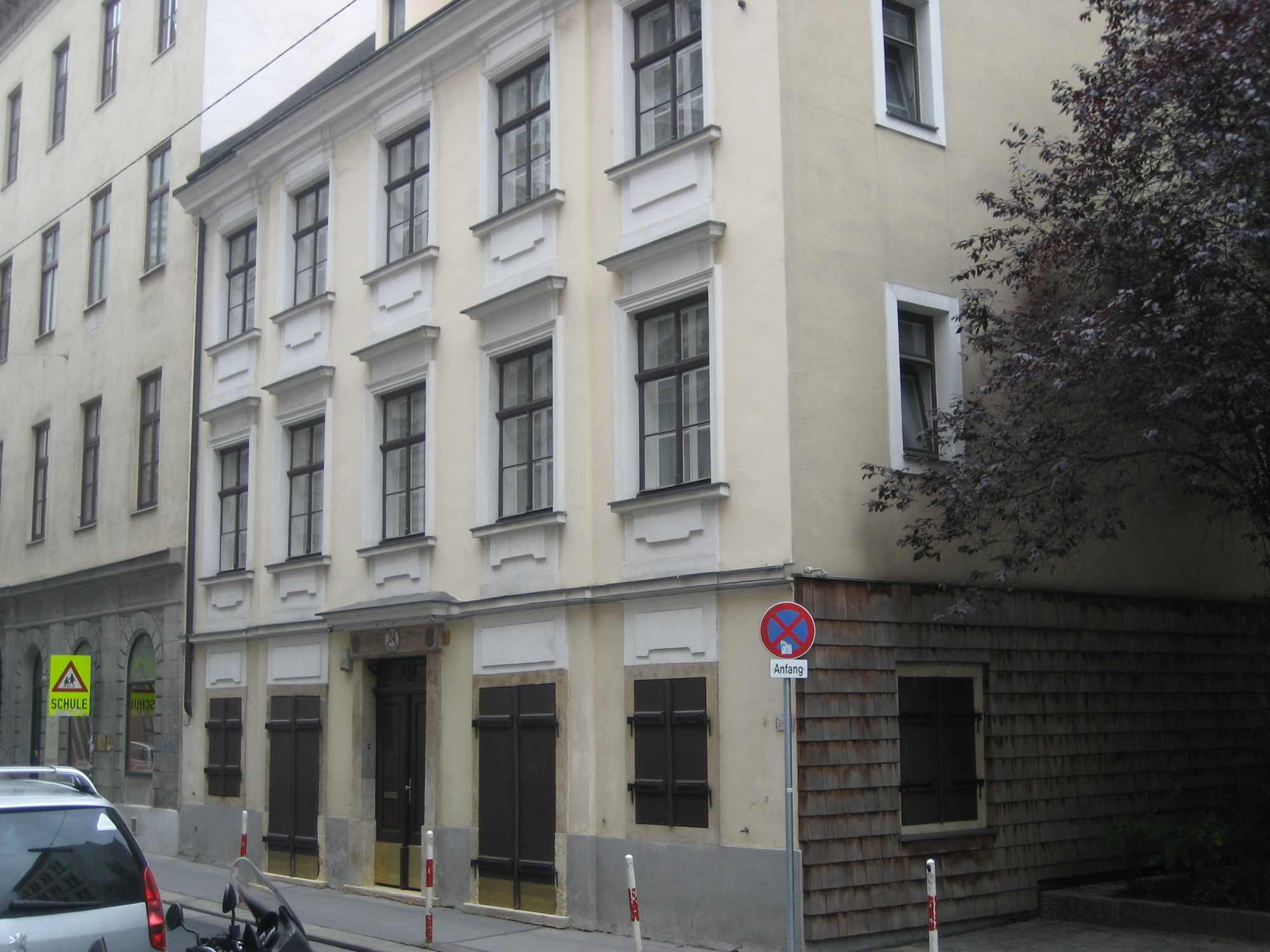
Piaristengasse 24
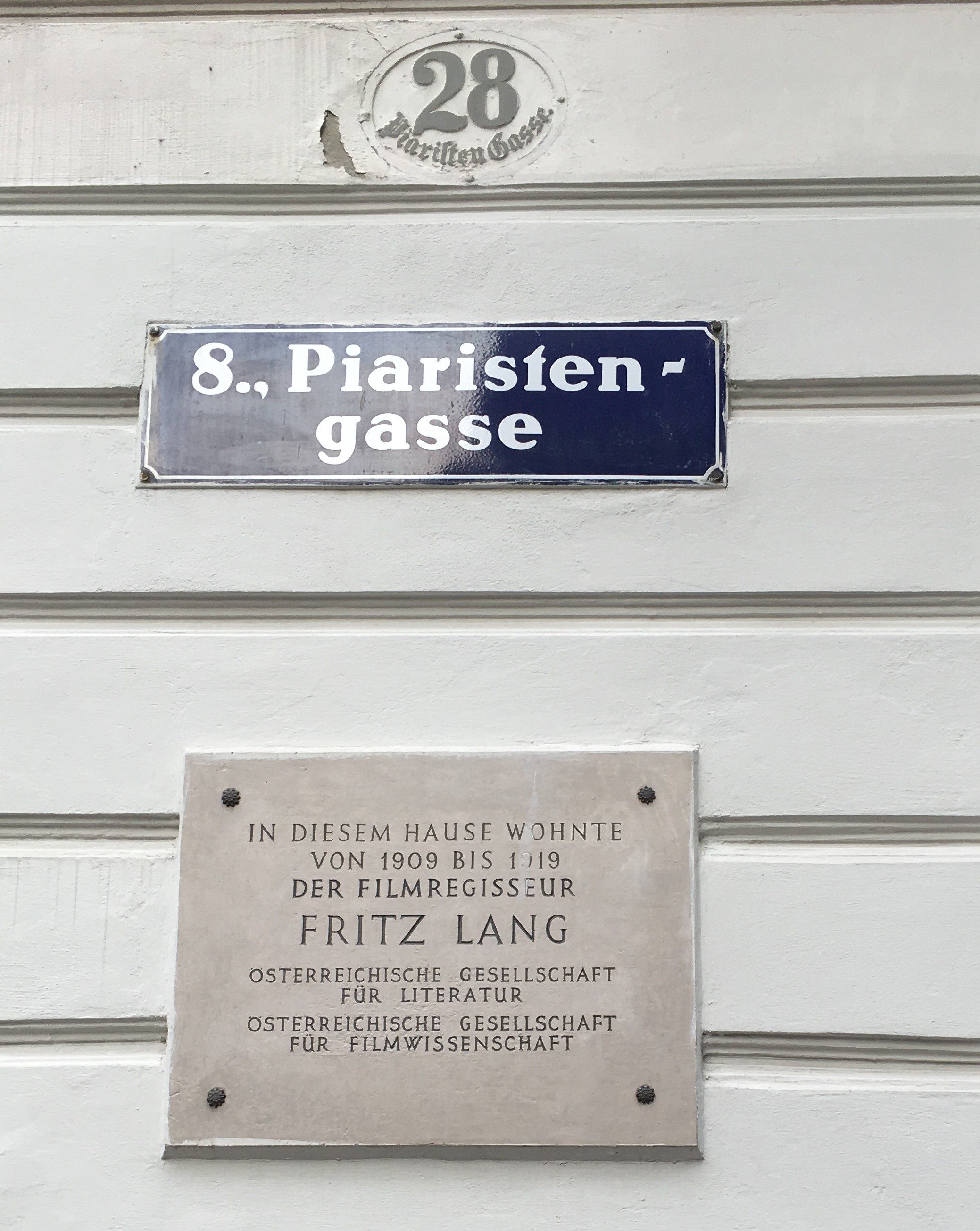
Piaristengasse 28 (Lang–Gedenktafel)
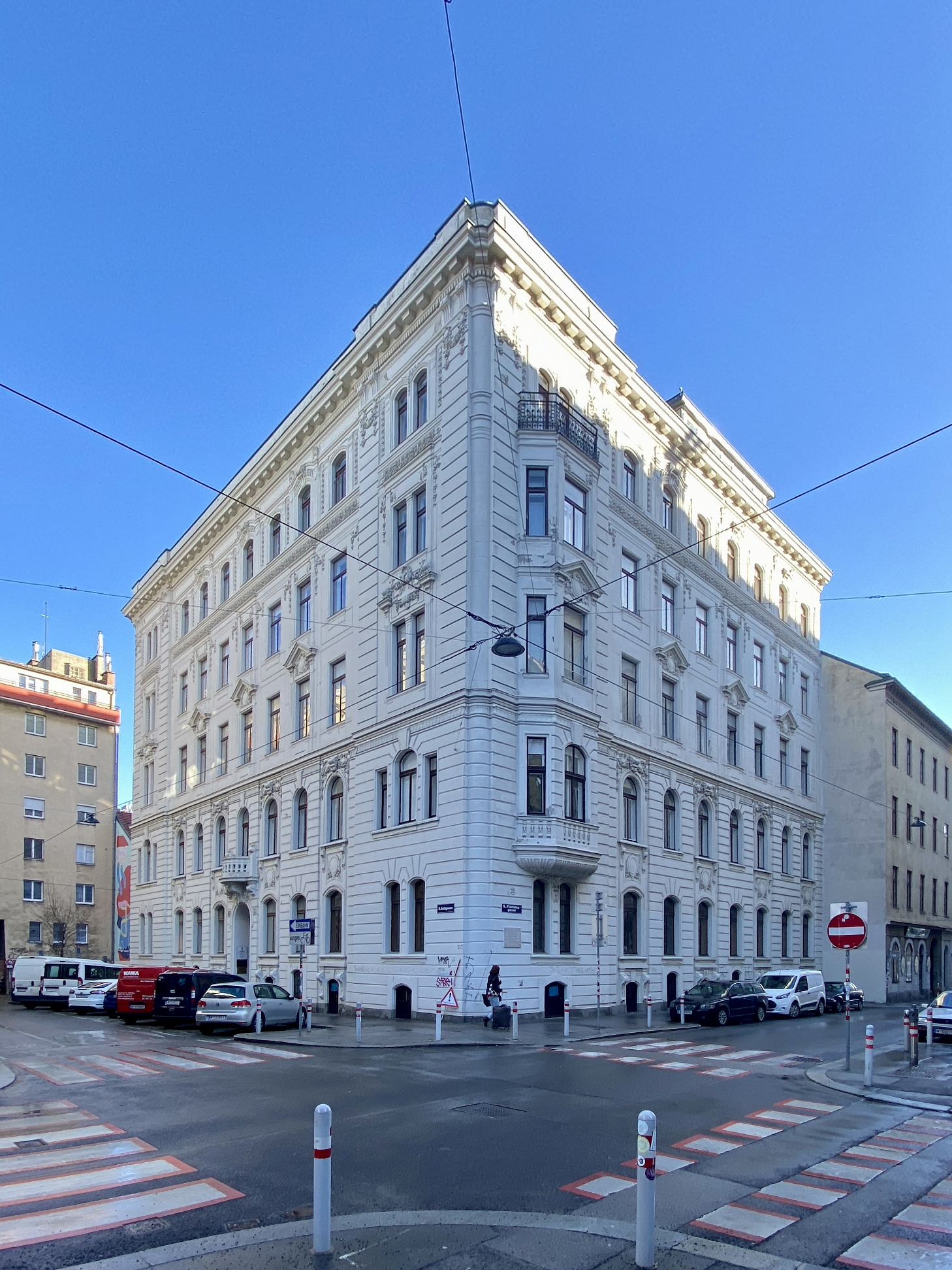
Anton Langs Haus Piaristengasse 28
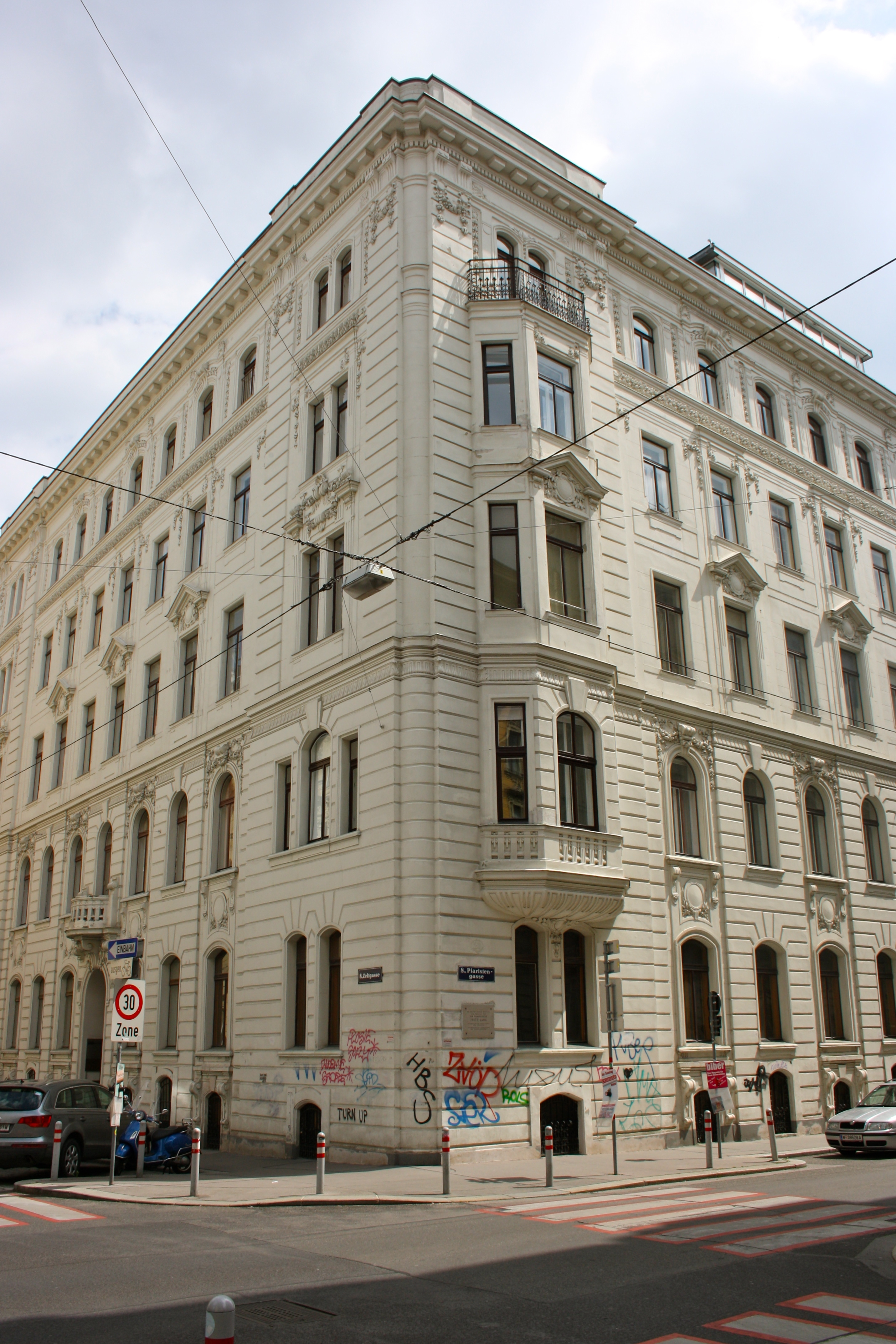
Piaristengasse 28 (auch Zeltgasse 1)
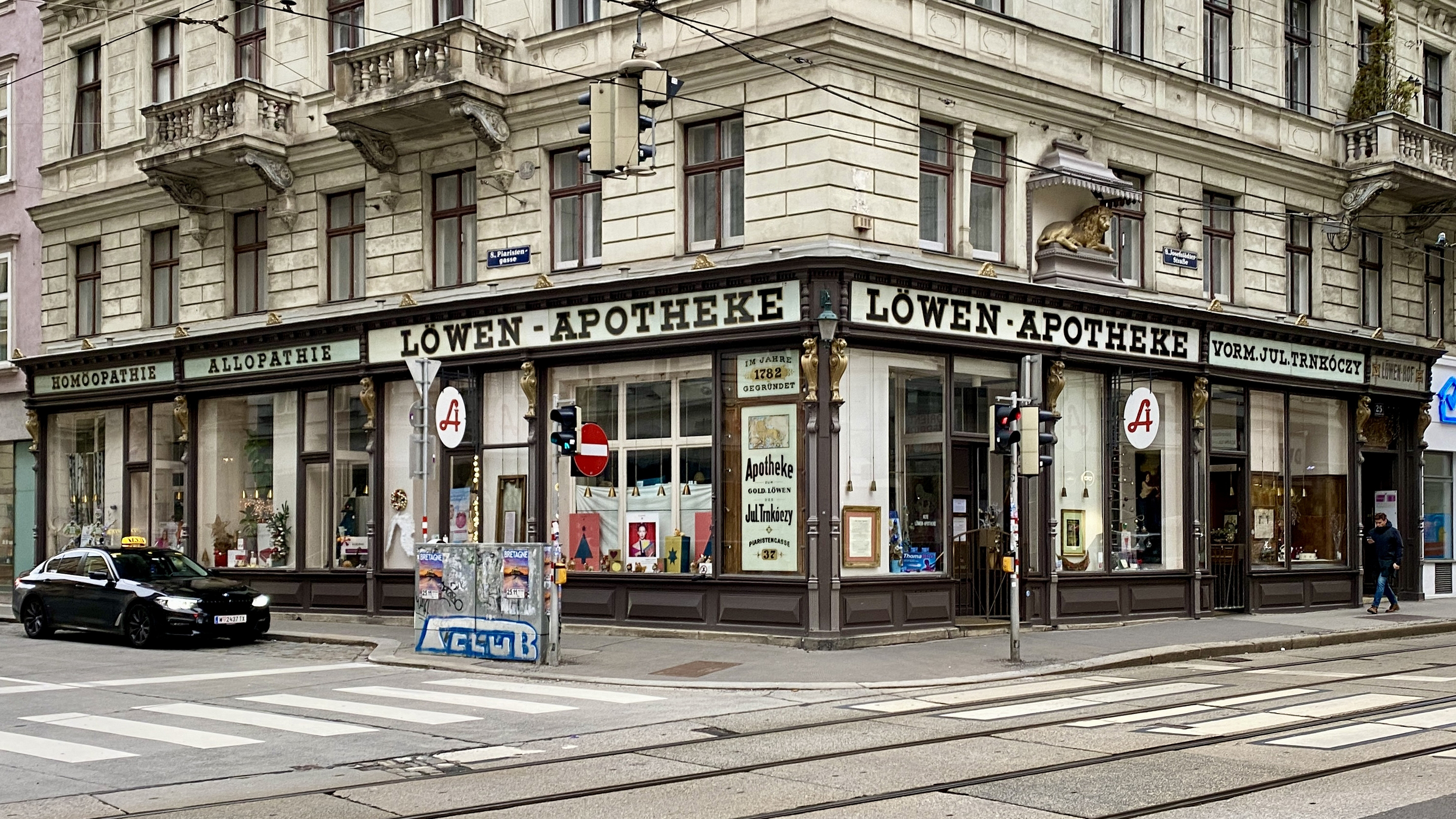
Josefstädter Straße 25 / Piaristeng. 37
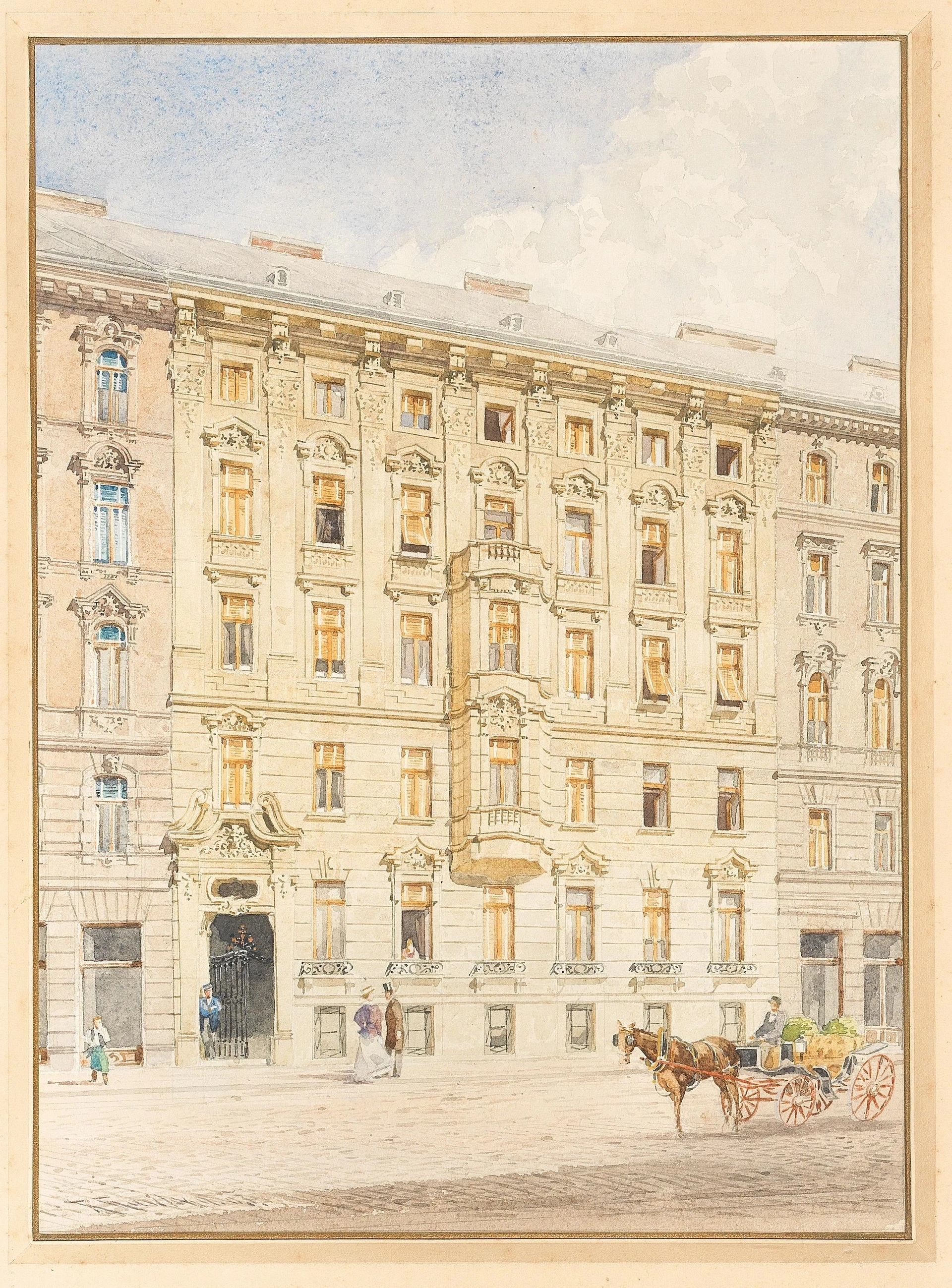
Anton Langs Haus Piaristengasse 38
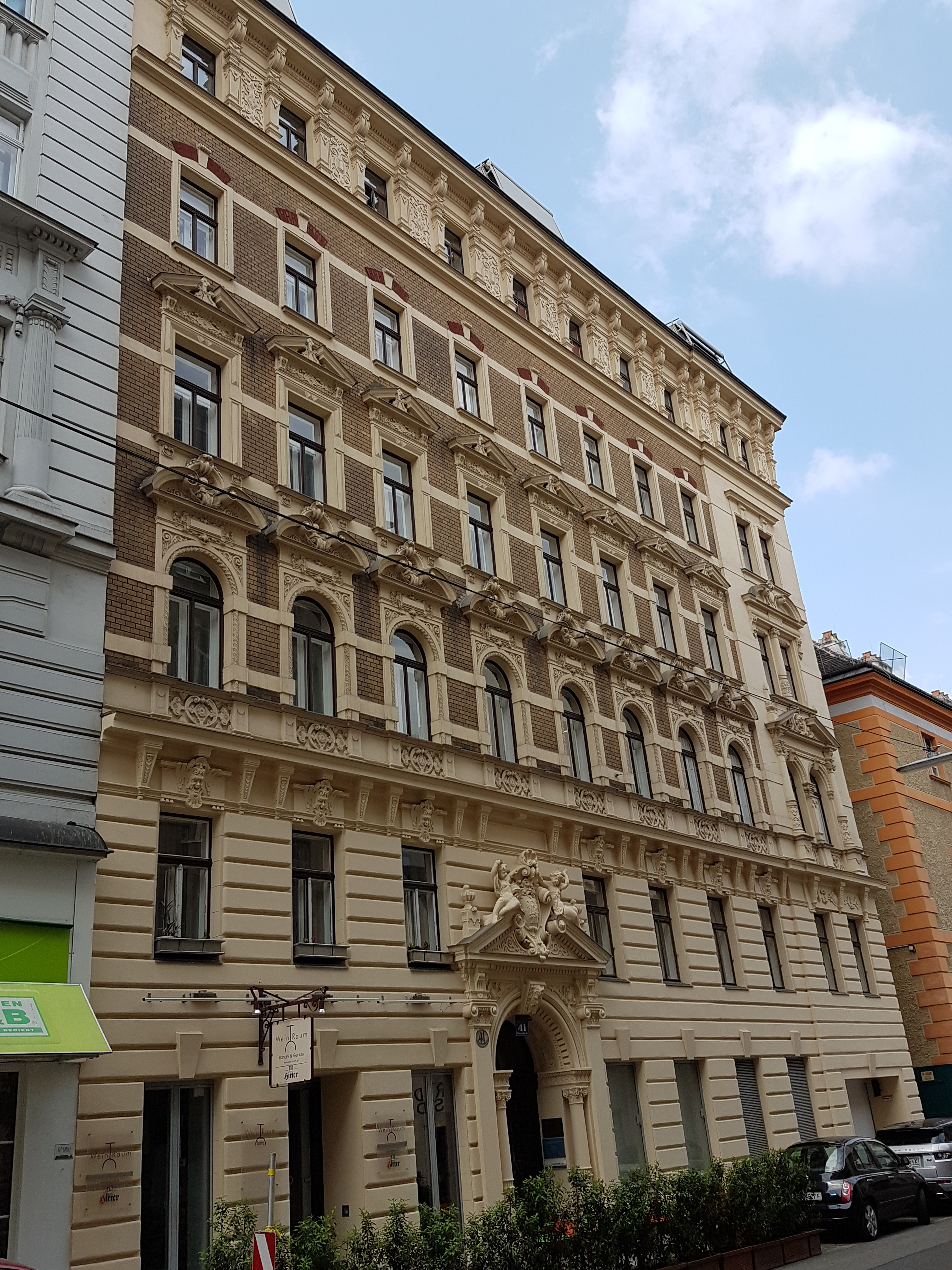
Anton Langs Haus Piaristengasse 41
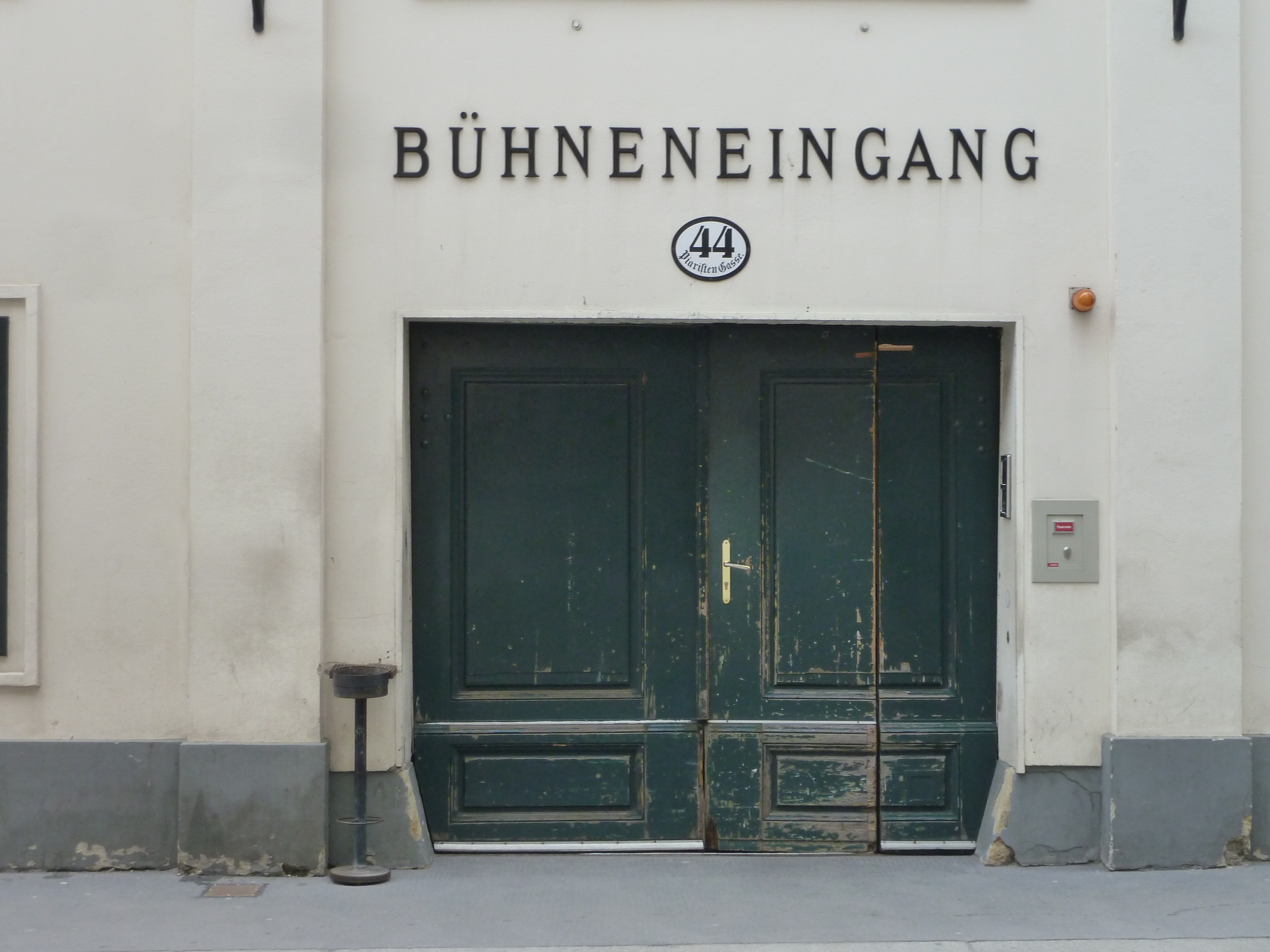
Piaristengasse 44 (Bühneneingang)
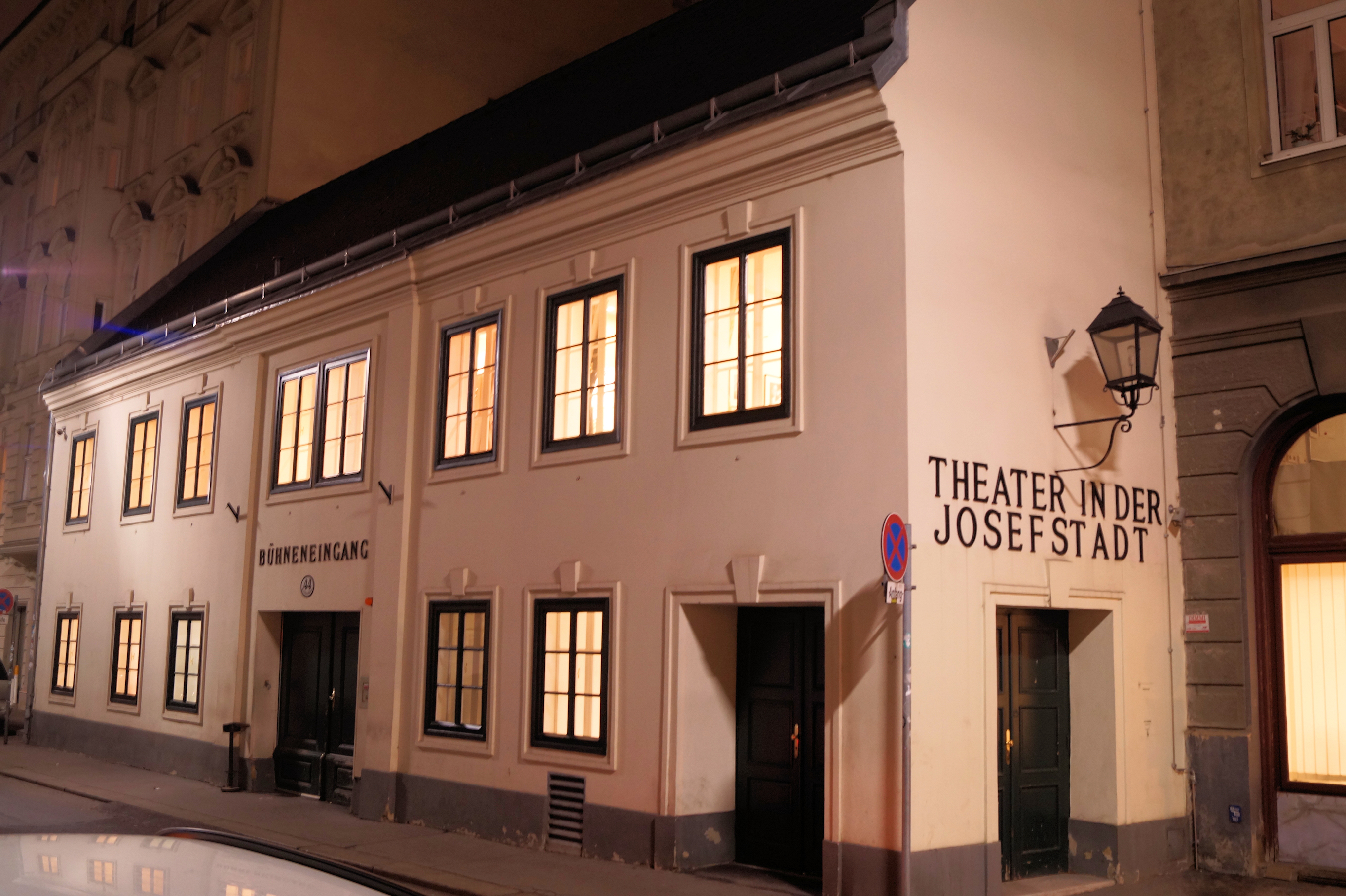
Piaristengasse 44 (Bühneneingang)
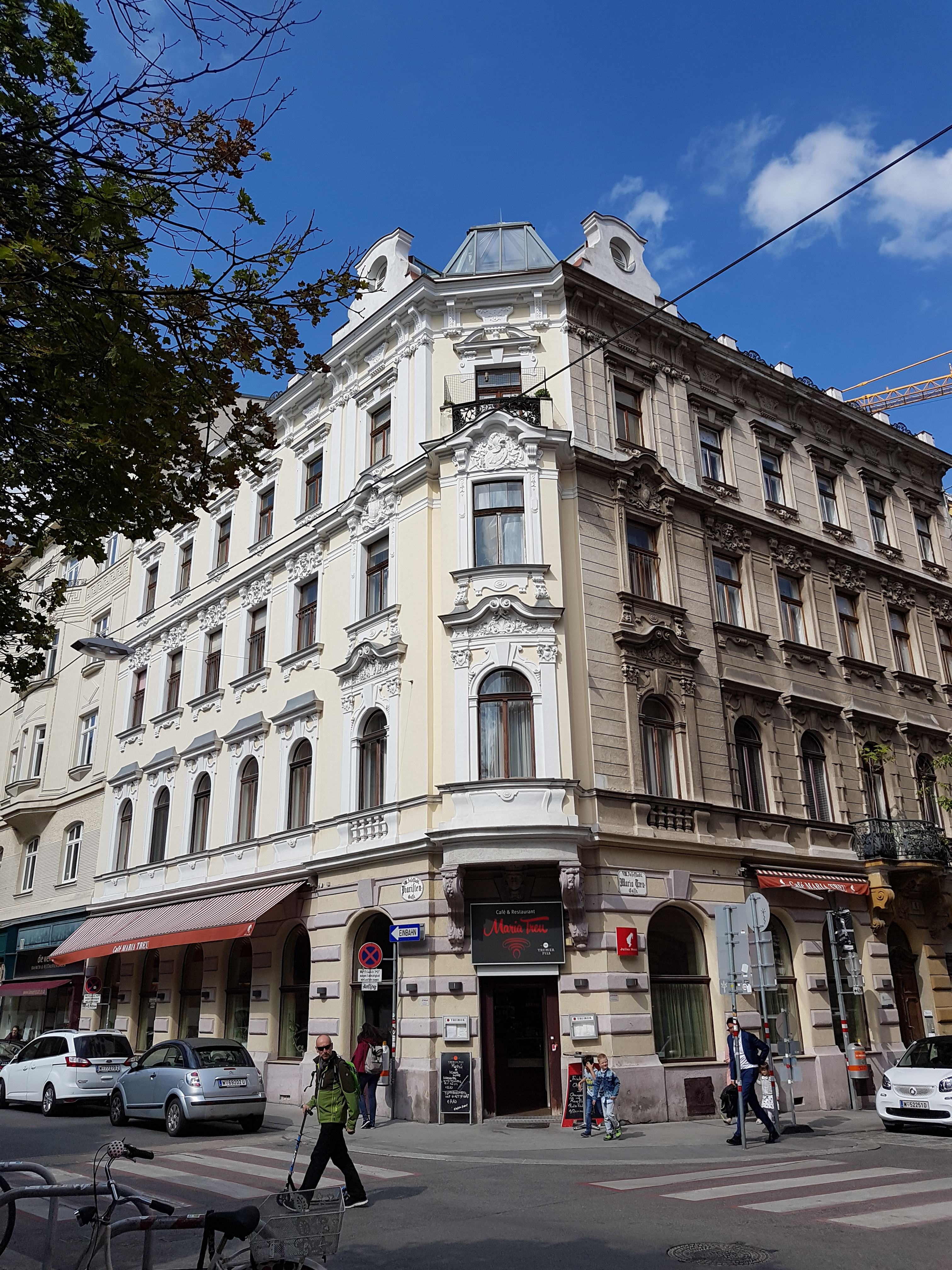
Piaristengasse 52
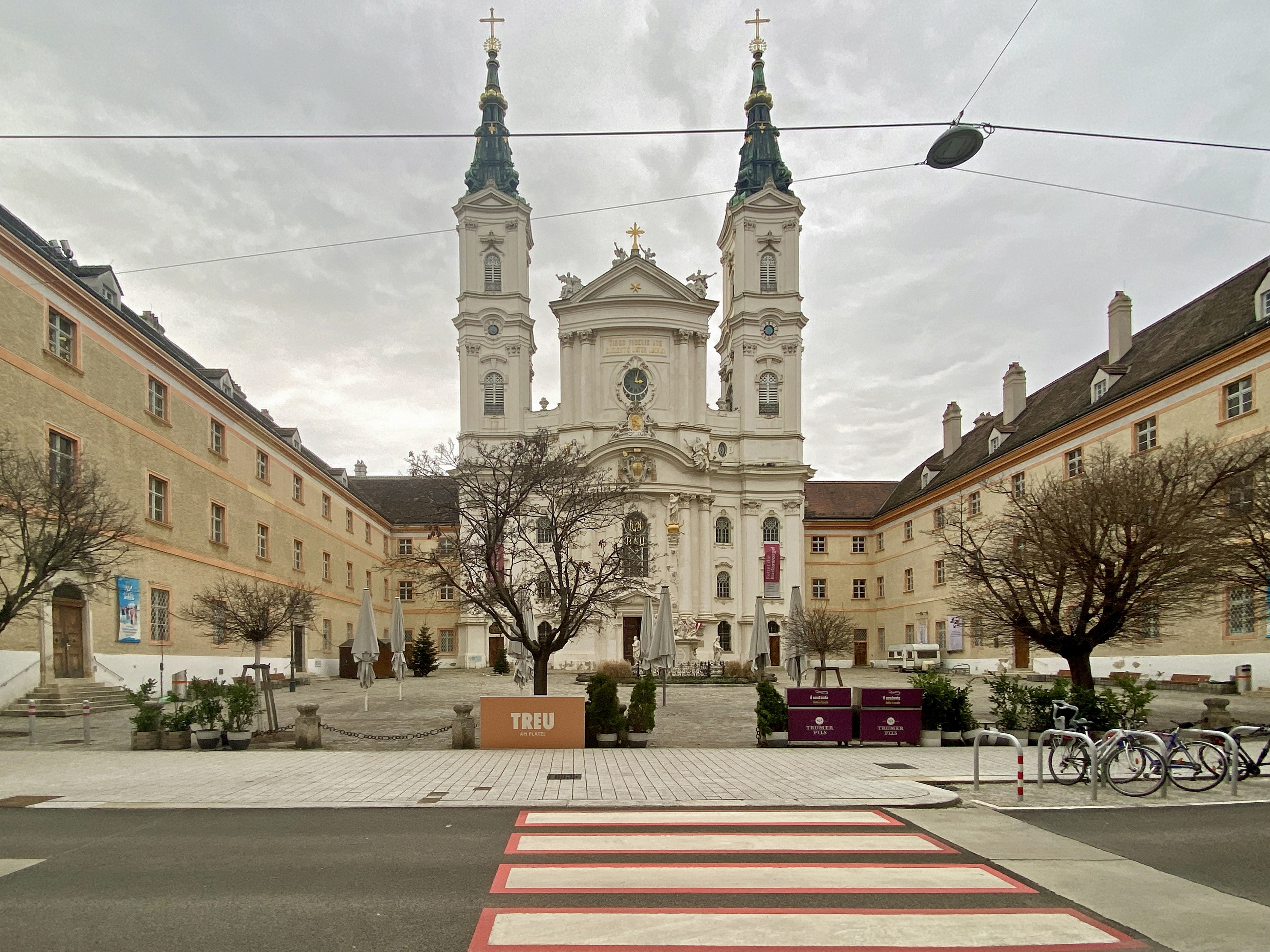
Jodok-Fink-Platz (zwischen Nr. 43 und 45) mit Piaristenkirche, Mariensäule, Piaristenkloster und -gymnasium